# 伊勢・鳥羽・志摩スーパーパスポート まわりゃんせ
伊勢・鳥羽・志摩スーパーパスポート まわりゃんせ（いせ・とば・しまスーパーパスポート まわりゃんせ）は、近畿日本鉄道（近鉄）が期間限定で発売している特別企画乗車券。

## 概要
近鉄が2002年秋から発売を開始した企画切符である。まわりゃんせと呼ばれているこの切符は、松阪（2005年から追加）、伊勢、鳥羽、志摩エリアまでの往復乗車券と特別急行券がセットされており、エリア内では特急も乗り放題になる。また、4エリアの観光施設の入場料も含まれる。利用開始後は発駅からフリー区間（松阪～賢島間）までの往復は1回限り有効、フリー区間外で下車される場合、旅行が終了したものとしてきっぷは回収される。
2024年9月1日現在の発売額は特急券ありが中学生以上が11,000円、小学生が6,000円、特急券なし（インターネット通販のみ）が中学生以上が8,600円、小学生が4,900円で有効期間は4日間である。なお駅では伊勢中川以西・以北の特急券うりばのある駅で購入でき、阪神なんば線開通後に特急券うりばが設置された阪神神戸三宮駅でも購入が可能である。
2021年6月28日からインターネット通信販売「近鉄 旅の予約センター」で購入可能となった（チケットは決済後郵送される。送料別途1件520円。特急券は駅での座席指定が必要）。
2022年5月30日から「伊勢・鳥羽・志摩スーパーパスポート“デジタルまわりゃんせ”」を発売。発売価格は通常版の「まわりゃんせ」の特急券なしと同じ。
フリー区間以外の乗車可能駅は大阪難波駅、近鉄日本橋駅、大阪上本町駅、鶴橋駅、京都駅、近鉄名古屋駅のQRコード対応改札口に限られる。
2007年3月1日から、近鉄のイメージキャラクターとして、女優の竹下景子を起用。テレビCM（大阪・名古屋地区限定）やポスターなどで宣伝している。なお写真撮影は、写真家の立木義浩が担当した。2012年3月からは竹下から檀れいに交代。2025年時点では岡崎紗絵が起用されている。
「まわりゃんせ」の名称は登録商標となっている（登録番号第5274170号。2009年10月16日登録）。

## フリーエリア
- 近鉄：松阪駅 - 賢島駅 特急も利用可（2024年3月現在、フリーエリア内での特急券引換券4枚付）
  - 「アーバンライナー」と「伊勢志摩ライナー」のデラックス車はデラックス車両料金を、観光特急「しまかぜ」は、しまかぜ特別車両料金を別途支払う事で乗車可。
  - 特急「ひのとり」（2022年現在は臨時列車のみ）は、ひのとり特別車両料金を別途支払う事で乗車可。
- 三重交通：4エリア内のバス路線
  - 2009年10月に鳥羽市内のバス路線が鳥羽市市営路線バス（かもめバス）に転換されたが、引き続き利用可能となっている。
- 定期船についても2006年から追加され、離島観光にも使えるようになった。以下の航路で利用可。
  - 鳥羽市営定期船全線
  - 志摩マリンレジャーの定期船

## 利用可能施設
まわりゃんせを提示することで、以下の施設が利用期間中、1回に限り入場できる。ただし、鳥羽水族館のみ入場券類のQRコード化のため、一旦窓口で入場券を受け取って入場する（それ以外の施設は、パスポート裏面の検印欄に専用のスタンプ、またはチェック印を付けて利用可能）。

### 松阪エリア
- 本居宣長記念館
- 旧長谷川治郎兵衛家
- 旧小津清左衛門家
- 松阪市立歴史民俗資料館
- 文化財センターはにわ館
- 斎宮歴史博物館

### 伊勢エリア
- お伊勢まいり資料館
- 伊勢河崎商人館
- 賓日館（ひんじつかん）
- 伊勢シーパラダイス

### 鳥羽エリア
- 鳥羽水族館
- ミキモト真珠島
- 鳥羽湾めぐり観光船&イルカ島
- マコンデ美術館

### 志摩エリア
- 志摩スペイン村内の施設（パルケ・エスパーニャではパスポートとして利用可）
  - 伊勢志摩温泉 志摩スペイン村「ひまわりの湯」
- 志摩パークゴルフ場
- 都リゾート 奥志摩 アクアフォレスト「アクアパレス」・「ともやまの湯」
- 賢島エスパーニャクルーズ
- 海ほおずき
- 愛洲（あいす）の館

## その他の特典
- 近鉄が指定した70店舗で、まわりゃんせを提示すれば料金割引や粗品進呈等のサービスを受けられる。
- エリア内にあるオリックスレンタカーでまわりゃんせを利用する旨を予約で告げ、当日に提示すればレンタカー料金が割り引かれ（約20%）、伊勢志摩スカイラインの通行料金も割り引かれる。また燃料も走行距離50kmまでは無料となる。往路の出発日から復路の出発日まで有効。
- 鳥羽市内の旅館・ホテル（対象施設のみ）の温泉施設の日帰り入浴が割り引き（2010年新規）
- 伊勢湾フェリーの乗船運賃が10%割引になる。（乗用車については正規料金）
- 特定の宿泊施設に宿泊した場合は、手荷物を無料で指定場所まで宅配してくれる。
- 伊勢神宮内宮と、伊勢志摩近鉄リゾート各ホテルや賢島駅を結ぶ「パールシャトル」に片道1回限り乗車可能。

## その他の注意事項
- フリーエリア外の近鉄線内では途中下車できない。
- サービスに関しては、他のサービスとの併用やクレジットカードの使用ができない場合もあるので、利用の際には注意が必要である。
- 自動改札を通ることができる。航路については定員以上の乗船が不可のため、注意が必要。
- 年末年始には本切符は発売されないが、伊勢神宮への初詣割引切符が発売される。
- 2013年3月21日から運行開始の「しまかぜ」の乗車には「しまかぜ」特別車両料金が別途必要である（観光列車「つどい」も同じ扱い）。
- デラックスシートやしまかぜの特別車両料金の追加分は、まわりゃんせ本体をクレジットカードで購入したとしても、現金での支払いとなる。